# Linares (Spagna)
Linares è un comune spagnolo di 62 347 abitanti situato nella comunità autonoma dell'Andalusia. 
La città è posta fra la Sierra Morena e la depressione del Guadalquivir cosicché il territorio comunale è diviso in due parti: la montagna e la fertile campagna. I confini del comune sono fissati dai due fiumi Guadalimar e Guadial, entrambi affluenti del Guadalquivir.
La città è nota perché qui morì nel 1947 il celebre torero Manolete colpito da un toro durante una corrida nell'arena della città. 

## Storia
Certamente la zona fu percorsa da popoli nomadi nel periodo preistorico del Paleolitico e successivamente vide insediamenti degli Argarici, ai quali seguirono i Punici (qui nacque Imilce, moglie di Annibale). Seguirono poi i Romani, i Visigoti e gli Arabi, ma non si hanno informazioni riguardanti l'attuale Linares fino all'epoca della Reconquista. Le informazioni che si hanno sono attinenti alla vicina Castolosaic degli Iberi, divenuta la Castulo dei Romani e dei Visigoti, la Gestioluna degli Arabi e la Castaluna e poi Cazlona del Medioevo cristiano. Di questa città costruita nell'ampia zona mineraria e posta in un pianoro alto 40 metri sul fiume Guadalimar rimangono oggi solo i resti del ponte romano detto del Pielago abbastanza ben conservato, delle terme, di un acquedotto e delle mura. Questa città dopo la riconquista fu completamente dimenticata mentre si hanno le prime notizie su Linares per alcuni privilegi che le furono concessi, che la includevano fra i territori irrigati della Villa e della Terra di Baeza e per il castello conquistato da Ferdinando III nel 1222 che servì ai Cristiani nelle residue lotte contro i Musulmani. 
Nel secolo XIII a Linares si crearono le basi demografiche, economiche, sociali e politiche in accordo al regime che venne a crearsi in Andalusia dopo la riconquista.
nel XIV e XV secolo a Linares si ebbe una crisi di instabilità politica, la popolazione diminuì anche a causa di epidemie, finché nel XVI secolo, grazie al buon andamento dell'agricoltura e dell'allevamento del bestiame, la città di risollevò e ripopolò. Filippo II le concesse il titolo di Villa cioè di municipalità, ma la configurazione urbana rimase quella feudale col castello e la chiesa in alto attorniati dalle residenze dei nobili, del clero, di coloro che esercitavano le libere professioni più importanti e di qualche artigiano e, in basso, i quartieri periferici abitati dai lavoratori agricoli.
Nei secoli XVII e XVIII accanto all'agricoltura e all'allevamento del bestiame si sviluppò l'industria mineraria con l'estrazione dei minerali di piombo portando nel secolo XVIII ad un considerevole aumento demografico e alla crescita urbanistica della città, che divenne uno dei centri maggiori della provincia di Jaen e crebbe ancora nel secolo XIX. Nel 1868 si formò a Linares una giunta rivoluzionaria che proclamò la repubblica, ma si dovette attendere il 1873, dopo la reggenza rivoluzionaria e il breve regno di Amedeo di Savoia, per avere la prima repubblica spagnola che ebbe però vita brevissima fino al 1874.
Nei primi anni del XX secolo si abbatté sulla città la crisi della industria mineraria che determinò l'abbandono di quasi tutte le miniere, ma si seppe reagire con la creazione di nuove industrie e razionalizzando e modernizzando i processi produttivi dell'agricoltura.

## Economia
È una cittadina industriale al centro di una vasta zona mineraria, oggi non più sfruttata quasi del tutto per la crisi che colpì questa attività oggi sostituita da altre forme industriali.
L'economia si basa sull'agricoltura del territorio comunale (olivi, cereali, ortaggi e frutta) e sul settore industriale, composto principalmente da industrie metalmeccaniche, elettrochimiche, alimentari, automobilistiche e di macchine per l'agricoltura.

## Monumenti e luoghi d'interesse
- Museo Arqueologico dedicato all'archeologia iberica e romana.
- Hospital Marqueses de Linares dei secoli XIX e XX.
- Hospital de San Juan de Dios dei secoli XVII-XVIII.
- Ayuntamiento del 1870.
- Casa del Torreón del XVII secolo.
- Casa de la Munición del 1775 che durante la guerra d'indipendenza contro i francesi servì da deposito d'armi e munizioni.
- Fuente de La Constitución del XIX secolo.
- Plaza de Toros del 1889 dove avvenne, nel 1947, la tragica morte di Manolete qui ricordato da una targa che riproduce il manifesto di quella corrida e da un busto in bronzo del torero.
- Palacio de los Orozco del 1699.
- Palacio Zambrana del XVI secolo
- Casa Pacares del XVIII secolo.
- Antiguo Pósito del 1757 è l'antico granaio municipale.
- Minas Mata Cabras miniera dismessa visitabile, davanti alla quale si trova il Monumento al minatore.
- Iglesia de Santa María dei secoli XIII-XIV rifatta nel 1974.
- Iglesia de San Francisco del XVI secolo.
- Iglesia de Santa Margarita del 1889.
- Santuario de la Virgen de Linares, sorge nel posto dove, secondo la tradizione, un pastore nel 1227 trovò la statua della Vergine che fu poi venerata in un piccolo santuario appositamente costruito che diventò nel corso dei secoli l'attuale chiesa a tre navate il cui portale risale al 1757.

La città è ricca di monumenti con statue bronzee innalzati in vari punti della città nei secoli XIX e XX, come quello della Inmaculada concepción e quelli dedicati ad Andrés Segovia, famoso chitarrista e compositore nato a Linares, e al beato Pedro Poveda Castroverde.

## Dintorni
Linares è contornata da diversi parchi naturali: della Sierra Magina, della Sierra de Cazorla, della Sierra de Andujar e di Segura y las Villas. A pochi km. dalla città si trovano le rovine di Castulo. A 4 km c'è il Castillo de la Tobaruela, costruito nel XV secolo da don Alonso Sànchez Carvajal dichiarato monumento nazionale. A 7 km il Parque deportivo de Linares che nel verde di un bosco ricco di alberi ha campi per tutti gli sport: calcio, tennis, golf, rugby, pallacanestro, pallavolo e piscine.
A 14 km Bailen cittadina industriale dove le truppe napoleoniche subirono la prima sconfitta in Europa nel 1808.

## Feste
- Semana Santa celebrata secondo le tradizioni andaluse con le processioni con i pasos (grandi gruppi di statue lignee rappresentanti episodi della Passione) portati dalle confraternite accompagnate dai tamburini che battono un ritmo funebre e dal cante jondo delle saetas, invocazioni amorose a Cristo e alla Vergine.
- Real Feria de San Agustìn dal 27 agosto fino al primo settembre.
- Cruces de Mayo secondo la tradizione di molti paesi spagnoli i diversi quartieri allestiscono nel mese di maggio, ognuno nel proprio ambito, delle grandi croci ornate di fiori attorno alle quali si festeggia. Il municipio premia le croci giudicate migliori da un'apposita giuria.
- Festividad de la Patrona si svolge a Pentecoste in onore della patrona della città: la Virgen de Linares ed è insieme una festa religiosa e laica.
- Concurso Internacional de tarantas in luglio-agosto (tarantas sono canti popolari in particolare dei minatori).
- Festival internacional de musica y arte escenicas in maggio-giugno con musica, danza e teatro di prosa.
- Encuentro internacional de guitarra Andrès Segovia in agosto.
- Otoňo teatral in autunno e concurso de piano in marzo.
- Feria taurina, si svolge durante la Real Feria de San Agustin
- Torneo internacional de Ajedrez, torneo di scacchi che si svolge in febbraio-marzo, con i migliori giocatori mondiali di scacchi.